# Typhlops tetrathyreus
Typhlops tetrathyreus là một loài rắn trong họ Typhlopidae. Loài này được Thomas mô tả khoa học đầu tiên năm 1989.